# Egtvedpigen
Egtvedpigen er et berømt gravfund fra dansk bronzealder. Det er et af de bedst bevarede fund, primært på grund af den velbevarede klædedragt, som løbende har givet ny viden om Danmarks fortid. Fundet blev gjort i 1921 og er udstillet på Nationalmuseet.
Selv om der ikke er meget tilbage af selve Egtvedpigen, giver fundet stor indsigt om bronzealderfolket.

## Egtvedpigens begravelse
Egtvedpigen kom angiveligt til Danmark kort før sin død som kun 16-18-årig i Midtjylland, hvor hun en sommerdag i 1370 f.Kr. blev begravet i en egetræskiste, der blev dækket af en gravhøj – den såkaldte Storehøj nordvest for Egtved By, vest for Vejle. Hun var indsvøbt i kohud og dækket af et uldtæppe.
Nationalmuseet skriver, at selvom Egtvedpigen er indbegrebet af dansk bronzealder, voksede hun faktisk op langt væk fra det, vi i dag kalder Danmark, sandsynligvis i det sydvestlige Tyskland eller et bredere område lidt nord for Alperne. Andre områder som Sydsverige eller Bornholm kan dog ikke udelukkes. Hun kom først til Egtved kort før sin død. (Se også afsnittet om kritik at strontiumisotopanalyser i afsnittet Videnskabelige undersøgelser.
Af selve pigen er kun hår, hjerne, tænder, negle og lidt hud tilbage. Det er hendes tænder der afslører, at hun var 16-18 år, da hun døde. På kroppen bar hun en kort trøje og et knælangt skørt lavet af snore. På maven havde hun en bælteplade af bronze udsmykket med spiraler. Hun havde også fået en kam af horn med sig. Den var sat fast i hendes bælte. Om hver arm var en ring af bronze, og en spinkel ring sad om hendes øre. Ved hendes ansigt lå en lille æske af bark fra lind med en bronzesyl og resterne af et hårnet.
Ved Egtvedpigens fødder var der placeret en lille spand af bark – i denne har der været en form for øl. Her lå også en lille tøjbylt med brændte barneknogler fra et 5-6 årigt barn. Enkelte knogler af det samme barn fandtes i barkæsken.

## Fundet
Hun blev fundet tidligt i 1921, da husmand Peter Platz ville fjerne de sidste rester af gravhøjen “Storhøj”, som lå på hans marker ved Egtved. Han stødte på den godt to meter lange egekiste, der viste sig at indeholde Egtvedpigen. Storhøj havde været en anselig gravhøj, men i 1800-tallet og begyndelsen af 1900-tallet var der efterhånden blevet gravet så meget væk, at den sidste del blev brugt til vinteropbevaring af kartofler – indtil husmand Platz med sin skovl stødte på kisten. Han rejste en mindesten, som stadig kan ses ved gravhøjen.
Da fundet blev gjort om vinteren, var en tur til Egtved for at udgrave en egetræskiste ikke en tiltrækkende opgave for Nationalmuseets arkæologer, men da ingen andre kunne, svarede museumsinspektør Thomas Thomsen, at hvis ikke andre ville, kunne han godt tage af sted. »Han blev Egtvedpigens redningsmand«, fortalte museumsinspektør Katrine Balsgaard Juul fra Vejlemuseerne, i forbindelse med udstillingen Pigen fra Egtved i 2021 i anledning af 100-året for fundet. Hun forklarede videre, at »havde Peter Platz dækket kisten til, som han i første omgang blev bedt om, var Egtvedpigen gået tabt. For når sådan et fund kommer i forbindelse med ilt, begynder forrådnelsen. Men han insisterede på at ville fjerne højen og dermed også kisten. Derfor rejste Thomas Thomsen til Egtved og sørgede for, at kisten med klædedragt, kremerede barneknogler, øl-kar, bælteplade og det korte pagehår blev sendt til Nationalmuseet og undersøgt af en konservator. Det er takket være ham, at fundet er så velbevaret.«
Gravhøjen er i dag rekonstrueret: 22 meter i diameter og fire meter høj. I tilknytning til gravstedet er indrettet et lille museum med permanent udstilling og skiftende aktiviteter.
Egtvedpigen, der i dag ligger på Nationalmuseet, omtales som et af danmarkshistoriens bedst bevarede bronzealderfund, skønt pigens hud og kropsdele er helt borte. Alligevel er fundet unikt, for pigens klædedragt var meget velbevaret.
Den bestod af en kortærmet bluse, et snoreskørt og et vævet bælte, hvor en bronze-bælteplade med spiralmønstre var monteret. I bæltet sad desuden en kam af horn, og fødderne var omviklet med tøjstykker. På begge arme var en armring og hun havde en enkelt ørering i det ene øre.

## Dragten
Pigens klædedragt har givet anledning til megen diskussion og mange teorier, for den adskiller sig fra stort set alle andre fund fra bronzealder.
Egtvedpigen blev oprindeligt beskrevet som "eksotisk tempeldanserinde" af museumsinspektør Thomas Thomsen, der i sin tid blev udsendt fra Nationalmuseet for at udgrave fundet. Beskrivelsen var på grundlag af dragten, som pigen var begravet i, et knælagt skørt og kort mavebluse, som dengang vakte opsigt og nærmest blev anset som uanstændigt efter datidens kvindesyn.
Den normale kvindedragt på Egtvedpigens tid var praktisk, absolut tækkelig og indrettet til dagligt arbejde.[kilde mangler] Egtvedpigens tøj har ledt tankerne hen på både prostitueret og slavinde – men i så fald havde man næppe ofret en gravhøj på hende, endsige ofret et barn. Undersøgelserne har vist, at barnet næppe kan have været Egtvedpigens eget, og man formoder, at der er tale om et brændoffer.[kilde mangler]
I 1940'erne blev Egtvedpigen afbildet med tækkeligt gulvlangt hvidt skørt under snoreskørtet. Blikket på Egtvedpigen blev farvet af nutiden. Museumsinspektør Katrine Balsgaard Juul fra Vejlemuseerne fortalte i anledning af 100-året for fundet, at »arkæologi er ikke en eksakt videnskab, men en subjektiv opfattelse og fortælling. I morgen kan der gøres et nyt fund, som vender op og ned på det hele.« I 1970'erne var skørtet igen kort, men overdelen var forsvundet, da Egtvedpigen blev til en del af kvindefrigørelsen. Senere er Egtvedpigen igen fremstillet i den oprindelige dragt med knælangt skørt og kort mavebluse.
En kopi af dragten har været udstillet på Vejlemuseerne. 
I 2012 blev denne dragt og dens bæltespænde stjålet.

## Videnskabelige undersøgelser
Lige siden fundet har Egtvedpigen været genstand for videnskabelige undersøgelser, og Nationalmuseet har gennem årene påvist talrige interessante detaljer. I 1990 blev der lavet en årringsdatering af hendes kiste, som viste, at egetræet var fældet i sommeren 1370 f.Kr.. Drikken i hendes birkeskål har formentlig været fremstillet af hvede, tytte- eller tranebær og frømel af blandt andet lind og kirtelhår af porse. Drikken blev forsøgt kopieret i 1938 og smagte angiveligt "ganske storartet".  Desuden har en røllikeblomst fastklemt mellem kiste og låg afsløret, at begravelsen fandt sted om sommeren.

### Strontiumisotopanalyser
En forskergruppe med blandt andre Karin Margarita Frei, Marie-Louise Bech Nosch og Eske Willerslev udgav i 2015 resultater fra en undersøgelse af kemiske isotoper af strontium fra Egtvedpigens tænder, negle, hår og tøj.
På grundlag af målingerne foreslog de, at Egtvedpigen sandsynligvis oprindeligt kom fra Schwarzwald, men at hun giftede sig og flyttede til Danmark. Efterfølgende rejste hun så frem og tilbage mellem de to områder.
Imidlertid viste Thomsen & Andreasen (2019) senere, at de strontiumisotop data fra området omkring Egtved, som blev anvendt af Frei et al. som sammenligningsgrundlag for dataene fra Egtvedpigens rester & ejendele var blevet påvirket af strontium fra landbrugskalk som tilsættes jorden i det moderne landbrug. Da Thomsen og Andreasen analyserede prøver fra området omkring Egtvedpigens gravhøj fra steder, der ikke er påvirket af moderne landbrug, fandt de ud af, at strontiumisotop værdierne i det omgivende naturlige miljø var de samme, som dem i Egtvedpigen. Således er det mest sandsynligt, at Egtvedpigen stammer fra- og tilbragte hele livet i Egtved-området, og at hun ikke kom langvejs fra, som havde været foreslået af Frei et al. Thomsen og Andreasens resultater viser, at Egtvedpigen levede en del af året i et område - sandsynligvis ådalen, nær Egtved, og en del af året et andet sted - sandsynligvis det lokale plateau på hedesletten, måske i forbindelse med sæterbrug.
Samme dag som Thomsen og Andreasens artikel blev udgivet, postede Nationalmuseet på deres hjemmeside, at de fastholder, at Egtvedpigen kom langvejs fra. Et par dage senere opdaterede de siden og lagde en video ud, hvori Nationalmuseets forsker, Karin Frei fremlægger Frei & Freis kritik af Thomsen & Andreasens forskning. Thomsen og Andreasen svarede med en videnskabelig begrundelse af deres undersøgelse og en kritik af Nationalmuseets påstande på Videnskab.dk, og Frei fik lov til at svare på dette, men gav ikke et videnskabelig svar. I stedet for skrev hun, at hun og hendes kollega og mand, Robert Frei ikke har ”ønsket at angribe nogen. Vi har ej heller undladt at offentliggøre eller rapportere vores resultater... Vi vil fortsætte diskussionen i faglige fora”.
De to forskergrupper fortsatte med at undersøge strontiumisotopanalysen, da lå til grund for Egtvedpigens lokalisering.
Siden har udenlandske forskere kritiseret Frei og Freis konklusioner, der betegnes som "skrøbelige", da de bl.a. alene fokuserer på analyse af strontiumisotoper. Ydermere er Frei et al. af en forsker fra University of Cambridge kritiseret for ikke at forholde sig videnskabeligt til kritikken, men muligvis i stedet have en politisk agenda. Nationalmuseet ændrede i juni 2021 skiltningen ved udstillingen af Egtvedpigen, så teksten blandt andet siger: "Man kan ikke sige præcis, hvor hun kom fra," og: »Ikke alle forskere er enige i, at Egtvedpigen kom langvejs fra".
I sin anmeldelse af Karin Margarita Freis bog Egtvedpigens rejse fra 2018 tvivlede Lone Hvass stærkt på at en ung pige kunne rejse 1.000 kilometer fra Danmark til Centraltyskland eller Tjekkiet.

## Nationalmuseets avatar
Nationalmuseet har fremstillet en avatar-udgave af Egtvedpigen – et digitalt menneske, som både kan tale og bevæge sig – der er udstilles på museet siden november 2022. Ifølge forskerne er det færdige resultat bygget på 35-40 procent videnskab, mens resten endnu er op til fantasien. Den praktiske del med at "bygge pigen", foregik med hjælp fra virksomheden Khora. De videnskabelige fakta er, at hun i en alder af kun 16-18 år blev begravet i en høj nær Vejle for omkring 3.400 år siden, at hun var iklædt sin karakteristiske dragt, en brun mavebluse og et knælangt skørt lavet af snore. Af selve pigen er kun hår, tænder, negle, lidt hud og en smule hjernemasse tilbage, mens et omrids af hendes krop viser, at hun var omkring 160-165 centimeter høj. Hendes tænder og frisure er noget af det, der kan gengives med stor sikkerhed, da man ved, at hendes forreste tænder var slidte, at hun havde 23 centimeter langt hår, en hvirvel i baghovedet og var mellemblond. Når det gælder resten af hendes ansigt, læner forskerne sig op ad det, de allerede ved om bronzealderfolket, for eksempel at hun blev begravet med en kam og, at man dengang redte sit hår. Et kvalificeret gæt er, at hun sandsynligvis var let solbrun, da hun blev begravet en sommerdag.

## Galleri
- Det oprindelige fund 
Foto: Nationalmuseet
- Udstilling på Nationalmuseet
- Egtvedpigens snoreskørt 
Foto: Roberto Fortuna & Kira Ursem, Nationalmuseet
- Bælteplade af bronze, forsiden.
Foto: Lennart Larsen, Nationalmuseet
- Egtvedpigens bluse, som vist på museet i Egtved
- Egtvedpigens skørt og bæltespænde, som vist på museet i Egtved